# Герб Звягеля
Герб Звягеля — один з офіційних символів міста Звягеля. Затверджений 12 жовтня 1994 року рішенням Новоград-Волинської міської ради. Автор герба Микола Олександрович Босенко — член Спілки архітекторів України. 3 червня 2021 року в герб були внесені зміни, замінено птаха, що був розташований у верхньому лівому куті на хрест, що містився посередині, а також прибрано ланцюг. 31 березня 2022 року в герб знову внесено зміни: прибрано літеру Z, що раніше нагадувала про літописне місто Звягель, а тепер символізує російську агресію й використовується для маркування техніки російських окупантів.

## Опис великого герба
На великому пурпуровому щиті, розділеному на чотири долі широким білим прямим хрестом (кольори історичного герба Волині, початку XIV ст.) в центрі розташовано картуш кольору золота, в який вписано малий герб міста.
По обидва боки картуша стоять кожний на одній нозі срібні лелеки, символи чистоти і вірності, що піднятими ногами утримують картуш, а над ним дзьобами тримають срібну міську корону, під якою знаходиться золотий дзвін. На дзвоні викарбувана дата заснування міста 1257 рік. За картушем розташовано діагонально хрещені молот і шаблю, символ трудової і бойової слави міста. В кінці герба на синьо-жовтій стрічці, яка опоясує низ великого щита і кінцями діагонально завершує його верх, зображено малий герб України.

## Опис малого герба

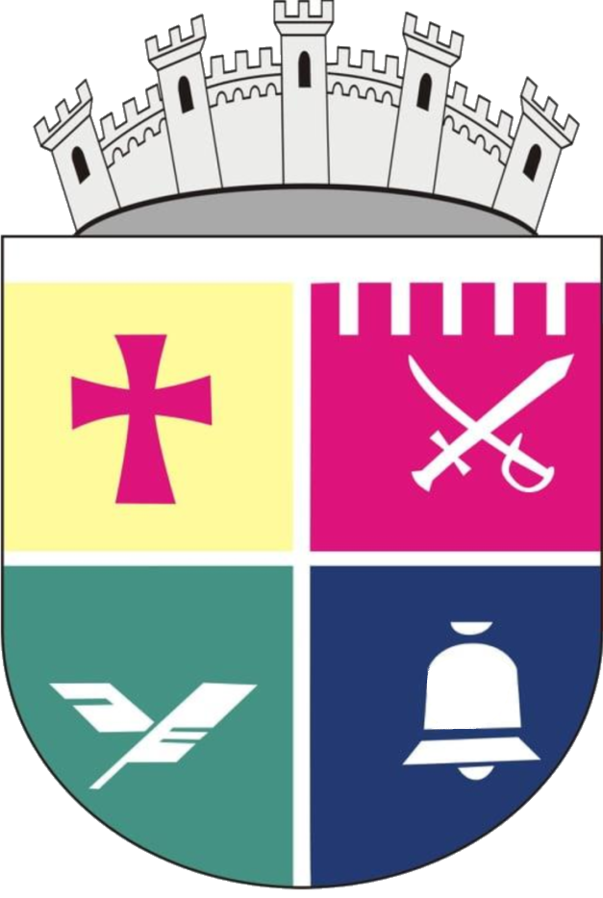
малий герб

У формі щита Іспанського за формою, чотирьохдільний з міською короною. Верхня права доля — фрагмент герба міста, діючого з 1796 року. На золотому полі правої долі зображено прямий пурпуровий хрест із вигнутими сторонами.
На пурпуровому тлі верхньої лівої долі, що має форму фортечної стіни, зображені схрещені меч і козацька шабля. Емблема символізує національно-визвольну боротьбу XVII ст. в місті.
На зеленому тлі нижньої правої долі зображено срібні схрещені пір'їни у вигляді букви «У». Емблема несе інформацію про те, що місто є батьківщиною видатної української поетеси Лесі Українки, а також місцем життя і діяльності сім'ї Косачів.
На блакитному тлі нижньої лівої долі зображено золотий дзвін, який відтворює легенду про роль дзвону над річкою Случ. Герб прикрашає міська корона у вигляді стилізованого зображення п'ятивежної фортеці, кольору срібла.